# Tanystylum cinctum
Tanystylum cinctum är en havsspindelart som beskrevs av Child, C.A. 1992. Tanystylum cinctum ingår i släktet Tanystylum och familjen Ammotheidae. Inga underarter finns listade i Catalogue of Life.